# Pureza (concepto moral)
La pureza (del latín puritia, derivado de purus, "puro") como concepto moral, indica la cualidad interior de estar libre de culpa o pecado.
La pureza suele definirse como contrapuesto a algo, impureza, contaminación, suciedad, tanto física como espiritualmente. Refiriéndose con este concepto a aspectos morales de la mente o el espíritu como contraposición al pecado, maldad o desviación moral.
La utopía, muchas veces está ensoñada con la búsqueda de una supuesta pureza original, tanto de los seres humanos como de sus culturas, pueblos y antepasados, más o menos lejanos. Aldous Huxley, en Un mundo feliz, llega hasta el sueño de la pureza infantil, concediendo a la madre una pureza virginal. Con la utopía se marca el advenimiento de la mujer idealizada, a la vez virgen y madre.
Los conceptos de pureza e impureza, muestran importantes marcadores sociales, reglas y motivaciones que determinan, por ejemplo, con reglas variables según el contexto, con quién se puede comer, qué comer (tabú alimentario) o con quién casarse (castas), por lo que contribuyen notablemente al orden moral. La pureza se asocia frecuentemente a las ideas religiosas, mezcladas con lugares y estados sacros que necesitan una demarcación y protección donde fluyen la pureza y poder espiritual.

## Cristianismo

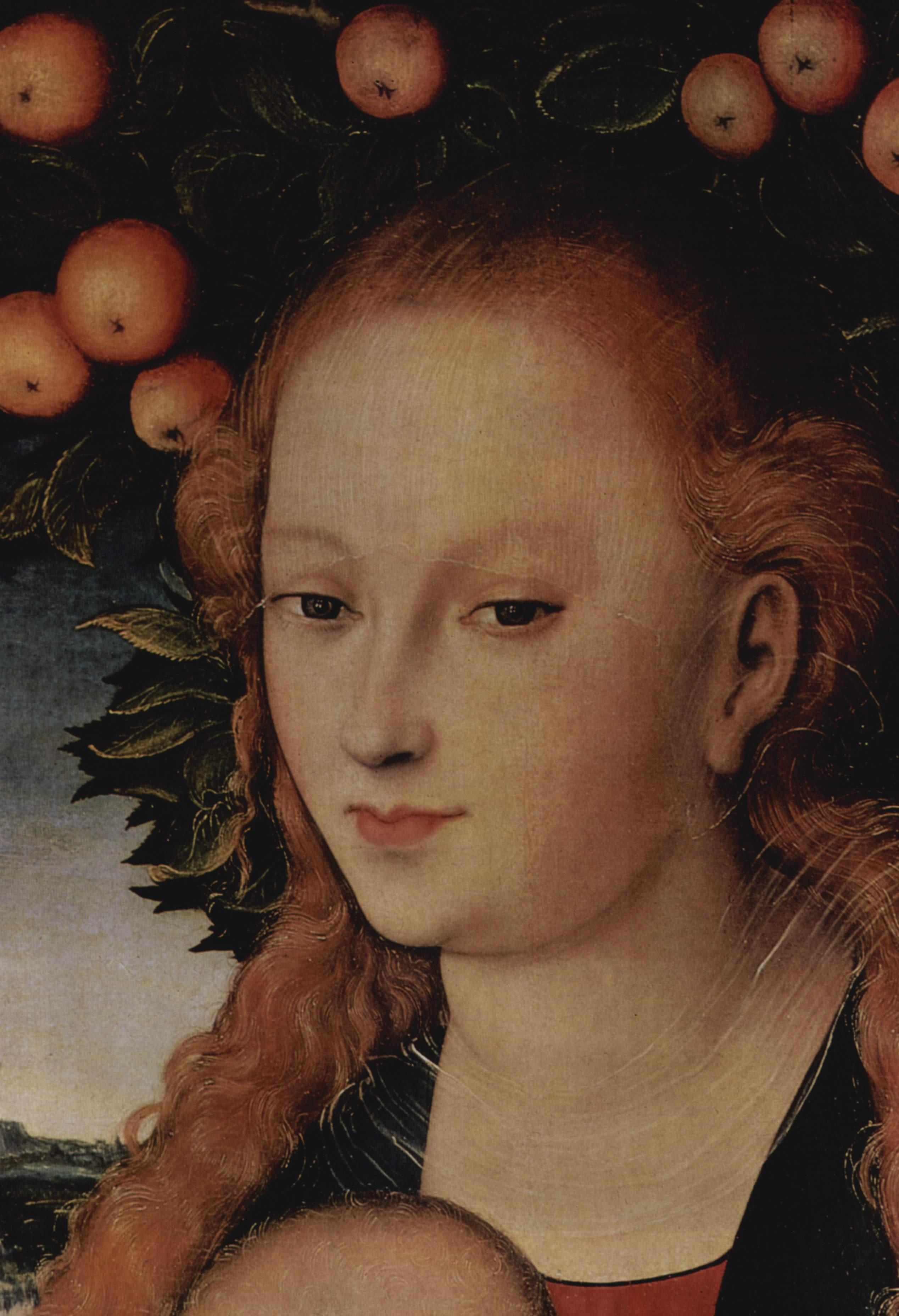
Lucas Cranach el Viejo, detalle del rostro de María, madre de Jesús.

En la terminología cristiana, pureza indica, en sentido general, integridad moral, honestidad, ausencia de malicia. Aplicada al campo de la castidad, expresa el dominio de los impulsos del cuerpo, con especial referencia a los deseos sensuales.
Uno de los títulos que los cristianos atribuyen a María, madre de Jesús es el de Panagia, que significa "Toda pura".
La "pureza del corazón" es indicada por Jesús, en el Sermón de la Montaña, como una cualidad que nos permite "ver" a Dios.
Para el teólogo Raimon Panikkar, la purificación del corazón consiste en “no tener miedo ni de uno mismo ni de los demás. En esto radica la nueva inocencia.”

## Otras religiones
Los conceptos morales de pureza y pureza de corazón también se encuentran en el judaísmo, islam y sufismo, así como en el budismo, taoísmo y tantrismo.
En el ámbito hinduista, Mahatma Gandhi consideraba la pureza como una condición por la que luchar, mediante un constante ejercicio de auto-purificación de pensamientos, palabras y acciones, para emanciparse del propio ego, ver a Dios cara a cara y así identificarse con todo lo que vive, para que se ame a cada criatura, incluso la más modesta, como a sí mismo.

## Purificaciones
El término purificación designa un acto o ritual utilizado por diferentes religiones para eliminar un estado de impureza o producir un estado de mayor pureza al cuerpo. Estos ritos se han encontrado, desde las religiones clásicas al judaísmo y, desde el hinduismo y el cristianismo, al islamismo. Uno de los elementos más utilizado es el agua, con métodos como aspersiones, abluciones, inmersiones en ríos sagrados o baños, pero también por el fuego o aspersiones con la sangre de una víctima sacrificada.
En la antigüedad grecorromana, se realizaban ceremonias de purificación denominadas lustratio que estaban conectada con sacrificios y otros ritos religiosos como las procesiones. 